# 毛骨悚然3：再開殺戒
《毛骨悚然3：再開殺戒》（英語：It Waits）是一部2005年的美國恐怖片，由史帝文·R·蒙羅執導，瑟琳娜·文森、多明尼克·山普拉格納和格雷格·堅恩主演。這部電影由理查德·克里斯蒂安·馬西森、托马斯·E·斯佐洛西和史蒂芬·J·康奈爾編劇，講述了一名護林員在她工作的偏遠國家森林中遇到一個可怕的生物，牠一直在殺人。當牠襲擊護林員站並殺死她同为護林員的男友時，她开始追捕牠。《毛骨悚然3：再開殺戒》在加拿大不列颠哥伦比亚省拍攝，是一部直接製作成DVD在美國和全世界發行的影片。
本片與2001《毛骨悚然》和2003《毛骨悚然：鬼擋路》没有任何关系。

## 演员
- 瑟琳娜·文森（英语：Cerina Vincent） 饰演 Danielle "Danny" St. Claire
- 多明尼克·山普拉格納（英语：Dominic Zamprogna） 饰演 Justin Rawley
- 格雷格·堅恩（英语：Greg Kean） 饰演 Rick Bailey
- 艾瑞克·史溫格（英语：Eric Schweig） 饰演 Joseph Riverwind
- 麥特·喬登 饰演 Wakinyah Creature
- 米蘭達·佛里根 饰演 Julie Cassidy
- 西恩·魏·馬赫 饰演 Ben Wheelock
- 婷塞尔·柯瑞 饰演 Lark Rainwater
- 佛瑞德·亨德森 饰演 Carl Nash
- 齊爾頓·克萊恩 饰演 Evelyn Nash
- 西恩·坎貝爾 饰演 Lt. Morris Black
- 麥克·貝爾（英语：Michael Bell (actor)） 声演 Hoppy[1]